# 一関市立室根中学校
一関市立室根中学校（いちのせきしりつ むろねちゅうがっこう）は、岩手県一関市にある公立中学校。通称は室中（むろちゅう）。

## 概要
1971年に室根地域（旧室根村域）の3校を統合し開校した、室根地域唯一の中学校である。
室根町折壁地区の中心部から南西に進んだ高台にある。校地は矢越地区と折壁地区に跨っており、校舎や体育館は矢越地区に属するが、武道館や校庭の大部分は折壁地区となっている。校地西側には、進学前小学校の室根小学校が立地する。
鉄筋コンクリート造3階建ての校舎は築50年を迎えてもなお使用しており、現在設置されている市内の中学校では舞川中学校、萩荘中学校などに次いで4番目に古い。
校章および校歌は、開校後に制定された。校章は1971年10月に制定協議会が発足し、同年12月に制定された。室根山を表したものを背景に置き、中央に「中」の文字を配置したデザインで、左右対称となっている。このデザインは室根西小学校や室根東小学校、両校を統合した室根小学校にも踏襲されている。校歌は1972年11月に制定され、翌1973年1月に披露式を行った。作詞は盛岡市出身で直木賞受賞作家の森荘己池で、作曲は岩手大学名誉教授の鷹嘴洋一である。歌詞は室根山や津谷川などの地域性を含んだ内容となっている。

## 沿革
第二次世界大戦後の学制改革により設置された室根町折壁地区の「折壁中学校」、室根町矢越地区の「矢越中学校」、室根町津谷川地区の「津谷川中学校」の3校が1971年を以って統合し、3校は本校の〇〇校舎に移行した。1973年4月に完全統合に伴い各校舎を廃止し、以降は本校へ通学することとなった。
校庭西側の土地に一関市立室根小学校の校舎をはじめとした各種施設が2022年6月に落成した。同年8月6日に学校機能を旧室根東小学校から移転し、使用を開始した。校庭などは小学校と併用で、校庭の隅に小学校のプールを設置した。
- 1971年（昭和46年）
  - 4月1日 - 統合中学校を開設（折壁校舎：284人、矢越校舎：185人、津谷川校舎：95人）[10]。
  - 12月20日 - 校章を制定[10]。
  - 12月31日 - 制服を制定[10]。
- 1972年（昭和47年）
  - 2月28日 - 校旗を制定[10]。
  - 11月29日 - 校歌を制定（作詞：森荘己池、作曲：鷹嘴洋一）[10]。
- 1973年（昭和48年）
  - 1月30日 - 校舎を落成[10]。
  - 4月1日 - 折壁・矢越・津谷川校舎を完全統合（廃止）。
  - 4月5日 - 開校式を挙行[10]。
  - 8月13日 - 屋内体育館を落成[10]。
- 1974年（昭和49年）8月26日 - 完全給食を開始（室根中学校学校給食センター提供）[10]。
- 1975年（昭和50年）
  - 2月23日 - 技術棟を落成[10]。
  - 7月14日 - 屋外プールを落成[10]。
- 1976年（昭和51年）8月12日 - 同窓会を結成[10]。
- 1980年（昭和55年）
  - 8月15日 - 相撲場を落成[10]。
  - 12月4日 - LL教室を設置[10]。
- 1983年（昭和58年）
  - 第二校舎を落成[8]。
  - 1月12日 - 柔道場（武道館）を落成[10]。
  - 1月29日 - 道場開きを開催[10]。
- 1998年（平成10年）11月30日 - 部室（クラブハウス）を落成[17][8]。
- 2002年（平成14年）11月 - 統合30周年を記念し、記念式典・記念講演の開催、記念碑の建立、記念誌の発行を実施[18]。
- 2005年（平成17年）
  - 8月25日 - 体育館を改修[10]。
  - 9月20日 - 市町村合併に伴い、「一関市立室根中学校」に改称[10]。
- 2011年（平成23年）3月11日 - 東北地方太平洋沖地震により各所が被災[19]。
- 2015年（平成27年）
  - 3月2日 - 旧給食センターを解体。跡地に駐車場を設置[10]。
  - 10月4日 - 東北PTA連絡協議会長表彰を受賞[10]。
- 2022年（令和4年）
  - 6月 - 校庭西側に室根小学校が建設される[14]。
  - 11月 - 統合50周年を記念し、記念式典の開催[20]や記念誌を発行[21]。
- 2023年（令和5年）2月8日 - 校庭を整備[10]。

## 教育目標
- 意欲をもち、主体的に学ぶ生徒（確かな学力）
- 心豊かで、思いやりのある生徒（豊かな人間性）
- 体を鍛え、最後までやり抜く生徒（健康・体力）

出典：

## 学校活動
主な学校行事。
1学期
- 4月 - 紹介式、始業式、入学式、対面式、応援練習
- 5月 - 室中体育祭、地区通信陸上大会
- 6月 - 中学生芸術鑑賞（3年生）、一関地方中総体、県通信陸上競技大会
- 7月 - 吹奏楽コンクール、社会体験（2年生）、終業式
- 夏季休業

2学期
- 8月 - 始業式、地区駅伝大会
- 9月 - 修学旅行（3年生）、一関地方児童生徒独唱大会、一関地方新人戦
- 10月 - 一関地方中文祭、県新人大会前期
- 11月 - 新人生体験入学、県新人大会後期
- 12月 - アンサンブルコンテスト、終業式
- 冬期休業

3学期
- 1月 - 始業式
- 2月 - なし
- 3月 - 卒業式、修了式
- 学年末休業 - 離任式

## 部活動

### 運動部
- 陸上部
- バレーボール部
- テニス部
- バドミントン部
- 剣道部
- サッカー部（男子）

### 文化部
- 吹奏楽部

出典：

## 施設概要
主な施設を掲載。校地面積は25,525平方メートルである。

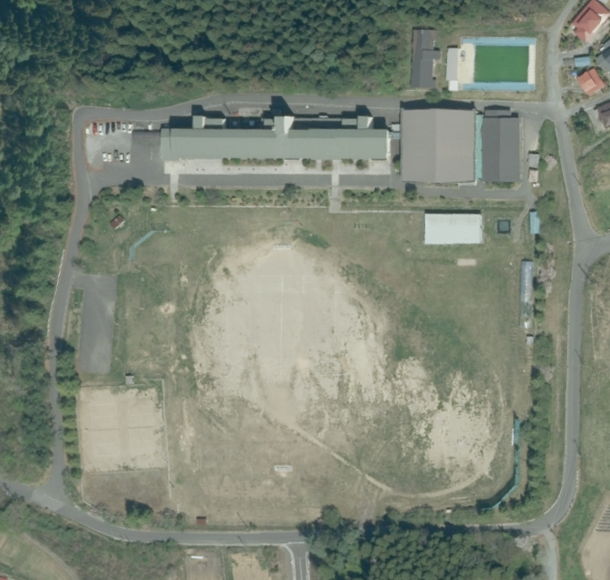
室根小学校建設前の空中写真（2020年5月）

- 校舎 - 1973年竣工の鉄筋コンクリート造3階建て[10][8]。延床面積3,581平方メートル[8]。
- 体育館 - 1973年竣工の鉄筋コンクリート造平屋建て[10][8]。延床面積1,125平方メートル[1]。
- 武道館 - 1983年竣工の鉄骨造平屋建て[10][8]。延床面積427平方メートル[1]。
- 部室 - 1998年竣工の鉄骨造平屋建て[10][8]。延床面積276平方メートル[8]。
- プール - 1975年竣工[10]。
- 校庭 - 面積11,701平方メートル[1]。
- テニスコート

## 生徒・学級数
開校以降の生徒数と学級数の推移。
2024年度の生徒数は75人で、市内では川崎中学校や厳美中学校に続いて4番目に少ない。そのうち新入生は21人で、岩手県が定める学級編制基準の35人を下回っている。生徒数は開校当初から減少傾向が続いており、2005年度に200人、2019年度には100人を割った。生徒数の減少により、2012年度までは全学年で2学級編制を維持していたが、その後1学級となる学年が出始め、2019年度以降は全学年が1学級編制となっている。
| 年度                                                  | 生徒数  | 増減 | 学級数 | 増減 | 出典          | 備考       |
| ----------------------------------------------------- | ------- | ---- | ------ | ---- | ------------- | ---------- |
| 1971（昭和46）年度                                    | 563     |      | 15     |      | [ 26 ]        | 開校       |
| 1972（昭和47）年度                                    | 525(14) | －38 | 18(2)  | 3    | [ 27 ]        |            |
| 1973（昭和48）年度                                    | 500     | －25 | 15     | －3  | [ 28 ] [ 29 ] | 完全統合   |
| 1974（昭和49）年度                                    | 465     | －35 | 13     | －2  | [ 30 ]        |            |
| 1975（昭和50）年度                                    | 423(8)  | －42 | 12(1)  | －1  | [ 31 ]        |            |
| 1976（昭和51）年度                                    | 413(2)  | －11 | 12(1)  | 0    | [ 32 ]        |            |
| 1977（昭和52）年度                                    | 377(2)  | －36 | 11(1)  | －1  | [ 33 ]        |            |
| 1978（昭和53）年度                                    | 361(2)  | －16 | 11(1)  | 0    | [ 34 ]        |            |
| 1979（昭和54）年度                                    | 335(2)  | －26 | 10(1)  | －1  | [ 35 ]        |            |
| 1980（昭和55）年度                                    | 322(5)  | －13 | 10(1)  | 0    | [ 36 ]        |            |
| 1981（昭和56）年度                                    | 327     | 5    | 10     | 0    | [ 37 ]        | 開校10周年 |
| 1982（昭和57）年度                                    | 306(4)  | －21 | 9(1)   | －1  | [ 38 ]        |            |
| 1983（昭和58）年度                                    | 286(2)  | －20 | 8(1)   | －1  | [ 39 ]        |            |
| 1984（昭和59）年度                                    | 265(2)  | －21 | 8(1)   | 0    | [ 40 ]        |            |
| 1985（昭和60）年度                                    | 257(1)  | －8  | 8(1)   | 0    | [ 41 ]        |            |
| 1986（昭和61）年度                                    | 267(2)  | 10   | 9(1)   | 1    | [ 42 ]        |            |
| 1987（昭和62）年度                                    | 267(3)  | 0    | 9(1)   | 0    | [ 43 ]        |            |
| 1988（昭和63）年度                                    | 286(2)  | 19   | 10(1)  | 1    | [ 44 ]        |            |
| 1989（平成元）年度                                    | 292(1)  | 6    | 10(1)  | 0    | [ 45 ]        |            |
| 1990（平成2）年度                                     | 284(1)  | －8  | 10(1)  | 0    | [ 46 ]        |            |
| 1991（平成3）年度                                     | 289(2)  | 5    | 10(1)  | 0    | [ 47 ]        | 開校20周年 |
| 1992（平成4）年度                                     | 285(1)  | －4  | 10(1)  | 0    | [ 48 ]        |            |
| 1993（平成5）年度                                     | 281(2)  | －4  | 9(1)   | －1  | [ 49 ]        |            |
| 1994（平成6）年度                                     | 268(2)  | －13 | 9(1)   | 0    | [ 50 ]        |            |
| 1995（平成7）年度                                     | 244(2)  | －24 | 8(1)   | －1  | [ 51 ]        |            |
| 1996（平成8）年度                                     | 255(1)  | 11   | 9(1)   | 1    | [ 52 ]        |            |
| 1997（平成9）年度                                     | 247     | －8  |        |      | [ 53 ]        |            |
| 1998（平成10）年度                                    | 250(1)  | 3    | 9(1)   |      | [ 54 ]        |            |
| 1999（平成11）年度                                    | 240     | －10 | 8      | －1  | [ 55 ]        |            |
| 2000（平成12）年度                                    | 235     | －5  | 8      | 0    | [ 56 ]        |            |
| 2001（平成13）年度                                    | 215     | －20 | 7      | －1  | [ 57 ]        | 開校30周年 |
| 2002（平成14）年度                                    | 201(1)  | －14 | 7(1)   | 0    | [ 58 ]        |            |
| 2003（平成15）年度                                    | 206(1)  | 5    | 7(1)   | 0    | [ 59 ]        |            |
| 2004（平成16）年度                                    | 206(1)  | 0    | 7(1)   | 0    | [ 60 ]        |            |
| 2005（平成17）年度                                    | 191     | －15 | 6      | －1  | [ 61 ]        |            |
| 2006（平成18）年度                                    | 162     | －29 | 6      | 0    | [ 62 ]        |            |
| 2007（平成19）年度                                    | 152     | －10 | 6      | 0    | [ 63 ]        |            |
| 2008（平成20）年度                                    | 147     | －5  | 6      | 0    | [ 64 ]        |            |
| 2009（平成21）年度                                    | 147(1)  | 0    | 7(1)   | 1    | [ 65 ]        |            |
| 2010（平成22）年度                                    | 160(2)  | 13   | 7(1)   | 0    | [ 66 ]        |            |
| 2011（平成23）年度                                    | 156(3)  | －4  | 7(1)   | 0    | [ 67 ]        | 開校40周年 |
| 2012（平成24）年度                                    | 159(3)  | 3    | 7(1)   | 0    | [ 25 ]        |            |
| 2013（平成25）年度                                    | 124(4)  | －35 | 7(2)   | 0    | [ 25 ]        |            |
| 2014（平成26）年度                                    | 128(5)  | 4    | 7(2)   | 0    | [ 25 ]        |            |
| 2015（平成27）年度                                    | 106(5)  | －22 | 6(3)   | －1  | [ 25 ]        |            |
| 2016（平成28）年度                                    | 114(5)  | 8    | 6(2)   | 0    | [ 25 ]        |            |
| 2017（平成29）年度                                    | 107(3)  | －7  | 6(2)   | 0    | [ 25 ]        |            |
| 2018（平成30）年度                                    | 103(3)  | －4  | 6(2)   | 0    | [ 25 ]        |            |
| 2019（令和元）年度                                    | 98(3)   | －5  | 5(2)   | －1  | [ 25 ]        |            |
| 2020（令和2）年度                                     | 92(6)   | －6  | 5(2)   | 0    | [ 25 ]        |            |
| 2021（令和3）年度                                     | 97(4)   | 5    | 5(2)   | 0    | [ 25 ]        | 開校50周年 |
| 2022（令和4）年度                                     | 96(2)   | －1  | 5(2)   | 0    | [ 25 ]        |            |
| 2023（令和5）年度                                     | 86(1)   | －10 | 4(1)   | －1  | [ 25 ]        |            |
| 2024（令和6）年度                                     | 75(1)   | －11 | 4(1)   | 0    | [ 1 ]         |            |
| 2025（令和7）年度                                     | 70      | －5  |        |      | [ 68 ]        |            |
| ※生徒数・学級数内の括弧は特別支援生徒・学級数（内数） |         |      |        |      |               |            |

## 学区
一関市のうち以下の地域が対象。
- 室根町折壁
- 室根町矢越
- 室根町津谷川

## 進学前小学校
2021年度以前は室根西小学校・室根東小学校が対象だった。
- 一関市立室根小学校

出典：

## アクセス

### 鉄道
- 東日本旅客鉄道（JR東日本）大船渡線
  - 矢越駅から車で約3分、徒歩で約20分
  - 折壁駅から車で約4分、徒歩で約25分

### バス
- 「一関市役所室根支所前」停留所（岩手県交通）から徒歩で約15分

### 自動車
- 一関市千厩町の中心部から国道284号経由で約15分
- 宮城県気仙沼市の中心部から国道284号経由で約15分

## 周辺
- 一関市立室根小学校
- 矢越駅
- 一関市立室根西小学校（廃校）